# Alinea (genre)
Pour les articles homonymes, voir Alinéa (homonymie).
Genre
Alinea est un genre de sauriens de la famille des Scincidae.

## Répartition
Les espèces de ce genre sont endémiques des Antilles.

## Liste des espèces
Selon The Reptile Database (30 juillet 2012) :
- Alinea berengerae (Miralles, 2006)
- Alinea lanceolata (Cope, 1862)
- Alinea luciae (Garman, 1887)
- Alinea pergravis (Barbour, 1921)

## Publication originale
- Hedges & Conn, 2012 : A new skink fauna from Caribbean islands (Squamata, Mabuyidae, Mabuyinae). Zootaxa, no 3288, p. 1–244 (texte intégral).